# Supertaça Cândido de Oliveira de 1997
A Supertaça Cândido de Oliveira de 1997 foi a 19ª edição da Supertaça Cândido de Oliveira. O Boavista venceu esta edição derrotando o FC Porto por 2–0 na 1ª mão e perdendo por 1–0 na 2ª mão.

## Partidas

### 1ª mão
| 15 de agosto de 1997 | Boavista                         | 2 – 0 | FC Porto | Estádio do Bessa       |
|                      | Kwame Ayew 59' · Ion Timofte 62' |       |          | Árbitro: Vítor Pereira |

### 2ª mão
| 10 de setembro de 1997 | FC Porto           | 1 – 0 | Boavista | Estádio das Antas     |
|                        | Fernando Mendes 8' |       |          | Árbitro: Paulo Paraty |

## Campeão
| Supertaça Cândido de Oliveira 1996-97 |
| ------------------------------------- |
| Boavista 3º Título                    |